# Fort Wayne (Detroit)
Fort Wayne (traducible al español como Fuerte Wayne) es un fuerte que está ubicado en la ciudad de Detroit, en el estado estadounidense de Míchigan. El fuerte está situado en el río Detroit, en un punto donde se encuentra a unos 800 metros de la costa de Ontario. El cuartel original de piedra caliza de 1848 (con posteriores adiciones de ladrillos) aún se mantiene en pie, al igual que el fuerte de 1845 (renovado en 1863 con revestimiento exterior de ladrillo). En el terreno, pero fuera del fuerte original, hay barracones adicionales, cuarteles de oficiales, hospital, tiendas, un edificio de recreación, comisaría, caseta de vigilancia, garaje y establos.
El fuerte está en un terreno de 39 hectáreas, de las cuales 34 (incluyendo el fuerte original y varios edificios) han sido operadas por el departamento de parques y recreación de Detroit desde los años 70. El área restante es operada por el Cuerpo de Ingenieros del Ejército de los Estados Unidos como un astillero. El fuerte fue designado como Sitio Histórico del Estado de Míchigan en 1958 y fue incorporado en el Registro Nacional de Lugares Históricos en 1971.
Construido en 1845 como un puesto de artillería para enfrentar ataques británicos lanzados desde Canadá, el fuerte ha sido un lugar pacífico durante gran parte de su historia, sirviendo como guarnición de infantería y un punto de entrada principal para las tropas de la zona que entran en cada conflicto estadounidense desde la Guerra Civil hasta la Guerra de Vietnam.
En 1948, el fuerte y los cuarteles originales fueron entregados a la Comisión Histórica de la Ciudad de Detroit para que funcionara como un museo militar. El fuerte se utilizó para proporcionar vivienda a las familias desplazadas después del disturbio de la calle 12 en 1967, y las últimas familias se quedaron en el fuerte hasta 1971. El resto de Fort Wayne fue entregado poco a poco a la ciudad de Detroit, con la última parte de la propiedad entregada en 1976. 
El fuerte alberga recreaciones históricas (generalmente de la Guerra Civil), mercadillos, conciertos, partidos juveniles de fútbol y eventos hispanos y de Boy Scouts, y está abierto para algunos eventos cívicos. Las áreas se pueden alquilar para eventos especiales y reuniones familiares.